# Port (Švýcarsko)
Port je obec v kantonu Bern, v okrese Biel/Bienne. Žije zde přibližně 3 700 obyvatel.

## Geografie
Port se nachází v Bernské jezerní oblasti (Berner Seeland) a skládá se pouze ze stejnojmenné obce. Obec patří do aglomerace dvojjazyčného města Biel. Obec leží na kanálu Nidau-Büren, který spojuje Bielské jezero se Solothurnem a byl vykopán během korekce vodstva v oblasti Jury. Od té doby je obec rozdělena na dvě části po obou stranách kanálu. Obě strany spojuje regulační jez Port, zprovozněný v roce 1939, a malý most pro pěší, postavený v 80. letech. Obec se rozkládá od kanálu až po svahy kopce Jensberg.
Dne 31. prosince 2009 byl zrušen bývalý okres Nidau. K 1. lednu 2010 byla obec zařazena do nově ustaveného okresu Biel/Bienne. Sousedními obcemi ve směru hodinových ručiček od severu jsou Nidau, Biel, Brügg, Aegerten, Jens, Bellmund a Ipsach.

## Historie

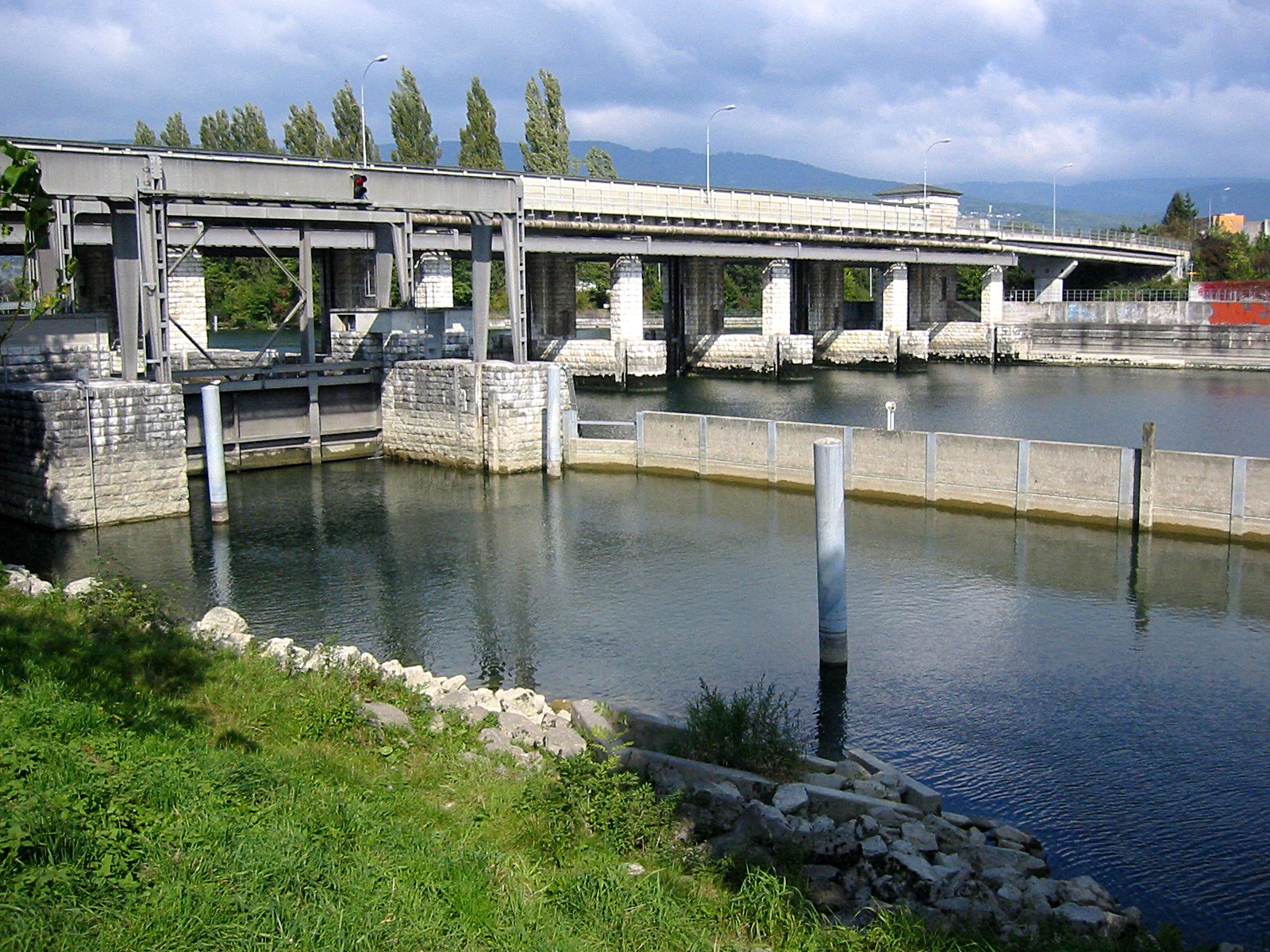
Regulační jez v Portu

Vesnice, která vznikla kolem přístavu v pozdně římské době (latinsky portum), ležela na řece Zihl, která byla při první korekci vodstva v oblasti Jury spojena s kanálem Nidau-Büren. Kostel je poprvé zmíněn v dokumentech z roku 1228. Přilba z římské doby, nalezená v roce 1890 v řece Zihl, byla v roce 1944 zařazena do obecního erbu.
V roce 1382 přešel Port spolu s Inselgau pod správu Fribourgu a v roce 1398 pod správu Bernu, který nechal tuto lokalitu spravovat rychtářem z Bellmundu v rámci správního obvodu Nidau. Kostel, zmíněný v roce 1228, podléhal kapli hradu Nidau a od roku 1453 také kostelu v Bellmundu. Poté, co Bern začlenil priorát St. Petersinsel, vlastníka kostela v Portu,  do kláštera Vinzenzenstift, převedl na něj v roce 1395 také polovinu příjmů kostela v Portu. V roce 1528 Bern kostel zrušil a Port připojil k farnosti Bürglen, po roce 1539 k Nidau. Kostel byl naposledy zmíněn v roce 1588. V Portu stála u silnice Nidau–Aarberg kaple Nidaus Siechenkapelle, která byla v letech 1825–1826 přestavěna na hřbitovní kapli a ve 20. století několikrát přestavěna a upravena pro jiné účely.
Od roku 1939 reguluje odtok vody z Bielského jezera regulační hráz Port. V roce 1951 se obec Port a město Biel chtěly sloučit, mimo jiné z důvodu rozvoje osídlení a ekonomické provázanosti. Velká rada (parlament) kantonu Bern tuto žádost o sloučení zamítla, přestože si sloučení přála velká většina obyvatel obou obcí. Jednalo se o druhé zamítnutí žádosti o sloučení v bielské aglomeraci po roce 1920. V obou případech stála za tím obava bernského parlamentu, že region Biel by mohl získat v kantonu Bern příliš velký význam, zejména vzhledem k silnému rozvoji průmyslu v regionu Biel a prudkému nárůstu počtu obyvatel.

## Obyvatelstvo
| Rok            | 1764 | 1850 | 1900 | 1950 | 1960 | 2000 |
| Počet obyvatel | 97   | 226  | 377  | 563  | 1251 | 2799 |

Z celkového počtu obyvatel se v roce 2000 83,85 % obyvatel přihlásilo k němčině jako hlavnímu používanému jazyku. 11 % obyvatel mluví francouzsky.